# 專賣局臺東支局
22°45′01″N 121°09′20″E / 22.750399°N 121.155633°E

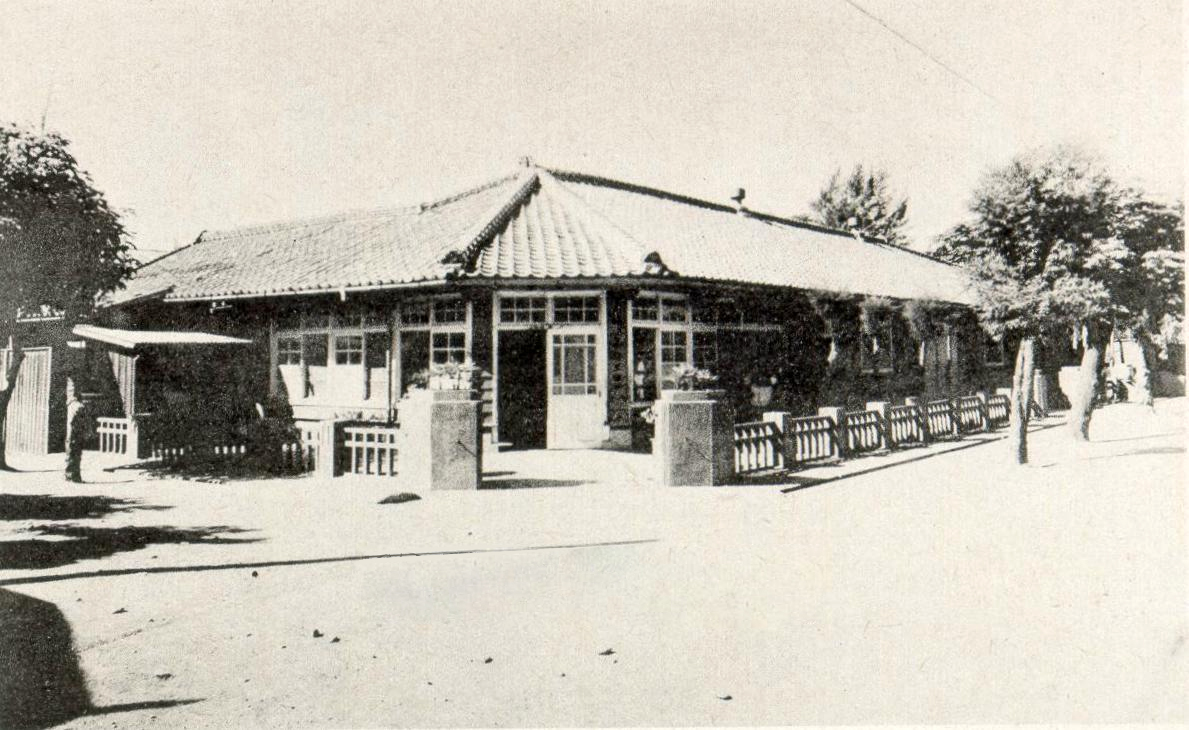
專賣局台東出張所

專賣局臺東支局為台灣日治時期管理臺東廳專賣事務的機關，位於臺東廳臺東街。台東支局內設有造酒場，以及軌道連接至臺東線；現址為臺東衛生所與國產署台東辦事處。其所屬的兩棟日式宿舍專賣局臺東出張所宿舍為台東縣歷史建築。

## 介紹

### 日治時期
台東地區的專賣機購最初為1900年4月1日於臺東廳南鄉馬蘭坳街的海岸邊設立的「臺東鹽務局」，但其在同月26日即廢止。之後為了酒類專賣，「花蓮港專賣支局台東出張所」於1922年4月設立於臺東街寶町412番地，同年7月開始製造米酒、泡盛和糖蜜酒，但由於台東附近的市場需求不多，泡盛酒於1924年6月停止生產。1924年12月25日，花蓮港專賣支局台東出張所改制為「專賣局台東出張所」。1929年4月，米酒亦停止生產。麥酒於1933年納入專賣後，專賣局台東出張所亦開始販售麥酒。在煙草專賣業務方面，台東地區自1924年2月開始菸草保管和配給業務，販賣業務原由專賣局基隆出張所管理。1927年7月，菸草販賣和取締轉由台東出張所辦理。在食鹽部分，由於台東地區原本的海陸交通不便，台東出張所自1923年4月只負責部分的食鹽保管和配給業務，食鹽販賣自1926年8月由指定食鹽小賣人（專賣許可業者）進行，並自1930年9月由台東出張所全權掌理。
在樟腦專賣部分，台東廳新港郡北部為重要的製腦地，以往是由專賣局玉里出張所管理，但因其營運管理上的不便，在關山郡以外的的製腦事業自1940年8月轉由台東出張所負責。1943年10月，「專賣局台東支局」設立。專賣局台東支局的管轄範圍包含臺東郡、新港郡、關山郡（不含樟腦事務）。台東支局為了管理菸草收納，於1944年在日奈敷站（檳榔車站）旁設有菸草收納場、倉庫和宿舍。

### 戰後
1945年10月，臺灣總督府專賣局改制為台灣省公賣局，專賣局台東支局改為「公賣局台東分局」，原支局的酒工場改由花蓮港酒工場台東分廠。1946年6月，台東分廠改為台東酒工場，並在1951年撤銷。公賣局在2002年民營化改制為臺灣菸酒公司後，台東分局簡併至花蓮分局。

## 專賣局臺東出張所宿舍

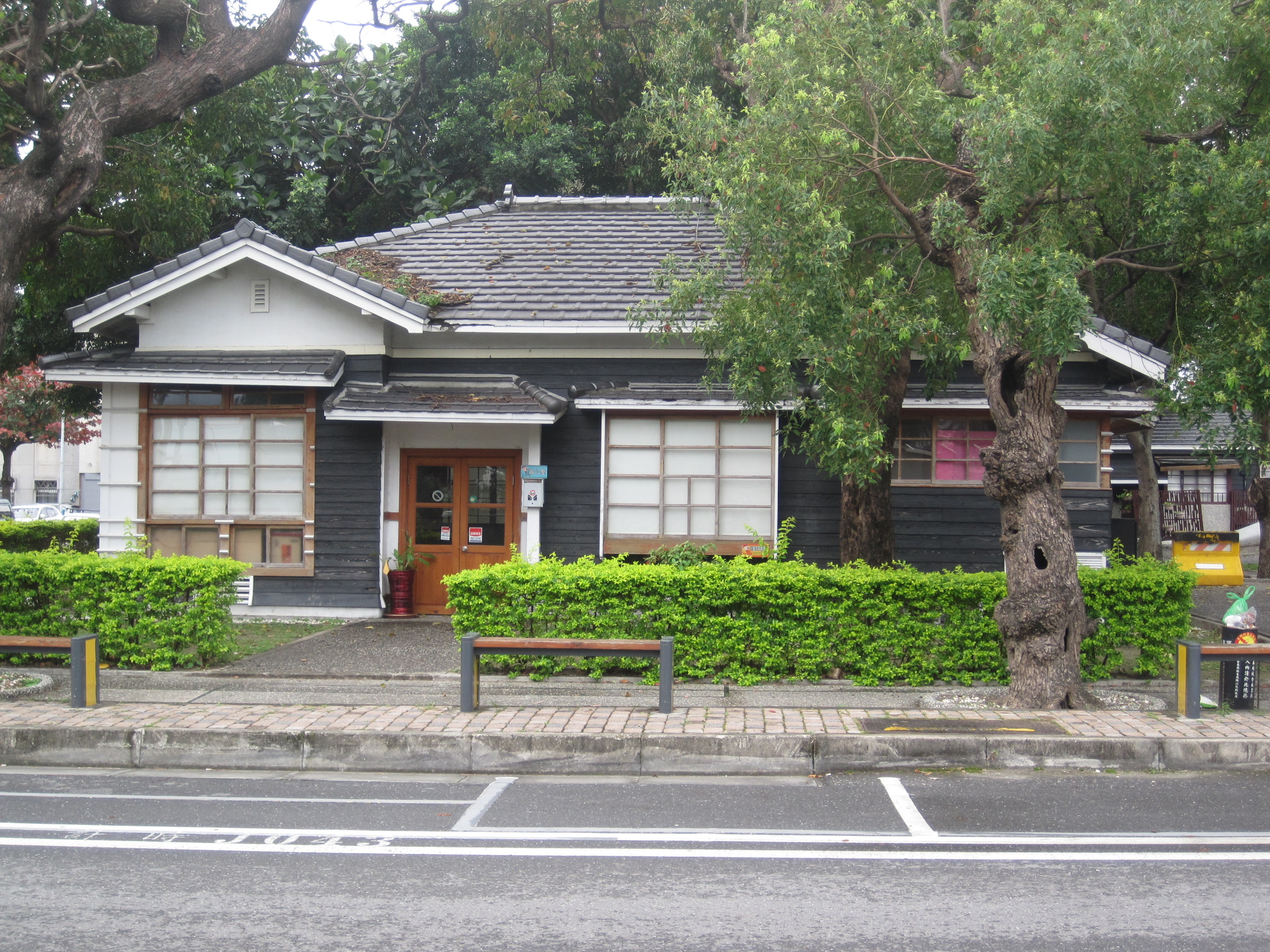
專賣局臺東出張所宿舍

專賣局臺東出張所宿舍為自1935年陸續規劃興建的日式官舍，位於台東街榮町436番地，最初規劃了一棟甲種官舍（所長用）、三棟兩戶制的丙種官舍和兩棟兩戶制的丁種官舍。專賣局台東出張所所長宿舍原借用臺東信用組合所有的房屋，其新官舍（大同路上）於1937年3月完工。此專賣局官舍群中的兩棟宿舍於2002年被登錄為台東縣歷史建築，為臺東地區保存少數的歷史空間之一，另一棟（和平街上）則是1941年完工的單身職員宿舍。